# Atalanti Maria Tasouli
Atalanti Maria Tasouli (28 de setembro de 1976) é uma ex-basquetebolista profissional grega.

## Carreira
Atalanti Maria Tasouli integrou a Seleção Grega de Basquetebol Feminino, em Atenas 2004, que terminou na sétima posição.